# 阿拉木汗
阿拉木汗（アラムハン）は、ウイグル族の歌を王洛賓が採譜して、中国語にして世界へ広まった歌曲である。

## 背景
19世紀中ごろ「アラムハン」と呼ばれる絶世の美女が新疆ウイグル自治区トルファンにいて、彼女に関するダンス曲があったという。1940年代に、音楽家の王洛賓が青海省にいる時にこれを採譜して、中国語歌詞に直している。

## 歌詞
中国語歌詞と日本語直訳は次の通り。
阿拉木汗甚麼様? 身段不肥也不痩。

　アラムハンはどんななの？体は太ってもいないし、痩せてもいない。

阿拉木汗甚麼様? 身段不肥也不痩。

　アラムハンはどんななの？体は太ってもいないし、痩せてもいない。

她的眉毛像彎月，她的腰身像綿柳，

　彼女の眉毛は三日月のよう、柳のような腰、

她的小嘴很多情，眼睛能使你発抖。

　彼女の小さな唇は情熱的、瞳で見つめられると震えてしまう。

阿拉木汗甚麼様? 身段不肥也不痩。

　アラムハンはどんななの？体は太ってもいないし、痩せてもいない。

阿拉木汗甚麼様? 身段不肥也不痩。

　アラムハンはどんななの？体は太ってもいないし、痩せてもいない。

阿拉木汗住在哪裏? 吐魯番西三百六。

　アラムハンはどこに住んでるの？トルファンの西、360里。

阿拉木汗住在哪裏? 吐魯番西三百六。

　アラムハンはどこに住んでるの？トルファンの西、360里。

為她黒夜没瞌睡，為她白天常咳嗽，

　彼女のために夜も睡眠なし、昼もいつも咳き込み、

為她冒着風和雪，為她鞋底常跑透。

　彼女のために風や雪をものともせず、靴が擦り切れるまで走る。

阿拉木汗住在哪裏？吐魯番西三百六。

　アラムハンはどこに住んでるの？トルファンの西、360里。

阿拉木汗住在哪裏? 吐魯番西三百六。

　アラムハンはどこに住んでるの？トルファンの西、360里。